# Nicolai Simon
Nicolai Simon (* 3. Januar 1987 in Malsch) ist ein ehemaliger deutscher Basketballspieler.

## Leben
Simon lernte das Basketballspielen bei Grüner Stern Keltern und der BG Region Karlsruhe, ehe er an das Basketballinternat der Schelklinger Urspringschule wechselte. Dort trieb er sowohl seine basketballerische als auch die schulische Ausbildung voran und wurde zudem an die Herrenmannschaft der TSG Ehingen – dem Kooperationspartner der Schule – herangeführt.
Bereits mit 16 Jahren debütierte Simon dort in der 2. Basketball-Bundesliga Süd und erkämpfte sich schnell einen Platz in der Anfangsaufstellung. Parallel spielte der 1,90 m große Guard jedoch weiterhin in den Nachwuchsmannschaften des Internats und wurde mit der U16-Mannschaft 2004 deutscher Meister. Er wiederholte dies mit der U18-Auswahl im darauffolgenden Jahr und erhielt bei den Ehingern in der 2. Bundesliga im Durchschnitt 33 Minuten Spielzeit. Damit war Simon bereits Führungsspieler und erreichte durchschnittlich 12 Punkte, 3,5 Rebounds und 3 Assists pro Partie.
Im darauffolgenden Jahr konnte Simon seine statistischen Werte bei gleichbleibender Spielzeit weiter steigern und geriet in den Blickpunkt der deutschen Spitzenmannschaften. Er unterschrieb zur Spielzeit 2006/07 beim deutschen Pokalsieger Alba Berlin.
Mit einer Doppellizenz ausgestattet, führte Simon den Kooperationspartner TuS Lichterfelde zum Klassenerhalt in der 2. Basketball-Bundesliga Nord und erspielte sich beim Meisterschaftsfavoriten Alba Berlin in seiner ersten Saison im Schnitt elf Minuten Einsatzzeit (2,4 Punkte im Schnitt). Seine Premierenspielzeit in der Basketball-Bundesliga wurde mit der Ernennung zum besten Nachwuchsspieler („Rookie of the Year“) der Saison 2006/07 gekrönt. In der Saison 2007/08 kam er aufgrund einer Rückenverletzung (Riss in der Bandscheibe) nur zu fünf Bundesliga-Einsätzen. Um Spielpraxis zu sammeln, kehrte er in der Saison 2008/09 auf Leihbasis nach Ehingen zurück und spielte in der 2. Bundesliga ProB.
Am 24. Juli 2009 unterschrieb er einen Vertrag bei den Paderborn Baskets. Dort konnte er allerdings nicht verhindern, dass die Ostwestfalen in die 2. Bundesliga abstiegen. Um weiter in der Basketball-Bundesliga spielen zu können, wechselte Simon anschließend zur Saison 2010/2011 zu den Walter Tigers Tübingen. Dort erhielt er einen Vertrag über zwei Jahre.
Ab der Saison 2012/13 spielte er für den BBC Bayreuth. Seine erste Saison beim BBC war in Bezug auf die statistischen Werte die erfolgreichste seiner Bayreuther Zeit: Er erzielte 2012/13 im Schnitt 9,3 Punkte, 1,9 Rebounds sowie 1,3 Korbvorlagen pro Einsatz. Nach Ablauf seines Vertrages wechselte Simon innerhalb der Liga und unterzeichnete zur Saison 2014/2015 einen Vertrag bei den Basketball Löwen Braunschweig.
Im Sommer 2017 verließ er Braunschweig und wechselte zum niedersächsischen Bundesliga-Konkurrenten BG Göttingen. Mitte Dezember 2017 schied er bei den „Veilchen“ aus. Für die BG bestritt er zehn Bundesliga-Partien mit einem Punkteschnitt von 1,2 je Begegnung.
Simon zog mit seiner Familie nach Berlin, Ende August 2018 wurde er vom SSV Lokomotive Bernau (2. Bundesliga ProB) als Neuzugang vorgestellt. Er spielte eine Saison für die Brandenburger und verließ den Verein anschließend aus beruflichen Gründen.

### Nationalmannschaft
2005 nahm Simon mit der deutschen U18-Nationalmannschaft an der Europameisterschaft dieser Altersklasse teil und war mit 12,5 Punkten je Begegnung hinter Tim Ohlbrecht der zweitbeste Korbschütze der deutschen Mannschaft. 2007 trat Simon mit der deutschen Auswahl auch bei der U20-EM an.
Für die Herrennationalmannschaft bestritt er im Sommer 2013 insgesamt sechs Länderspiele.

## Auszeichnungen und Erfolge
- 2002 Deutscher U16-Meister mit BG Karlsruhe
- 2004 Deutscher U16-Meister mit der Urspringschule Schelklingen
- 2005 Deutscher U18-Meister mit der Urspringschule Schelklingen
- 2007 Nachwuchsspieler des Jahres in der Bundesliga